# Spektr (zespół muzyczny)
Spektr – francuski zespół metalowy, grający black metal.
Spektr powstał w 2000 w Paryżu. W skład projektu wchodzi dwóch muzyków, ukrytych za pseudonimami Kl. K i Hth. Muzyka zespołu stanowi wypadkową black metalu i industrialu, a nawet ambientu. Spektr ma na koncie dwie pełne płyty - Et Fugit Intera Fugit Irreparabile Tempus (2004) i Near Death Experience (2006) - wydane przez Candlelight Records oraz EPkę zatytułowaną Mescalyne. 

## Obecny skład zespołu
- kl.K. - perkusja, wokale, sample, programowanie
- Hth - gitary, bas, wokale, sample, programowanie

## Dyskografia
- Et Fugit Intera Fugit Irreparabile Tempus: No Longer Human Senses (2004)
- Near Death Experience (2006)
- Mescalyne (2007, EP)
- Cypher (2013)
- The Art To Disappear (2016)